# 恒丰路立交桥

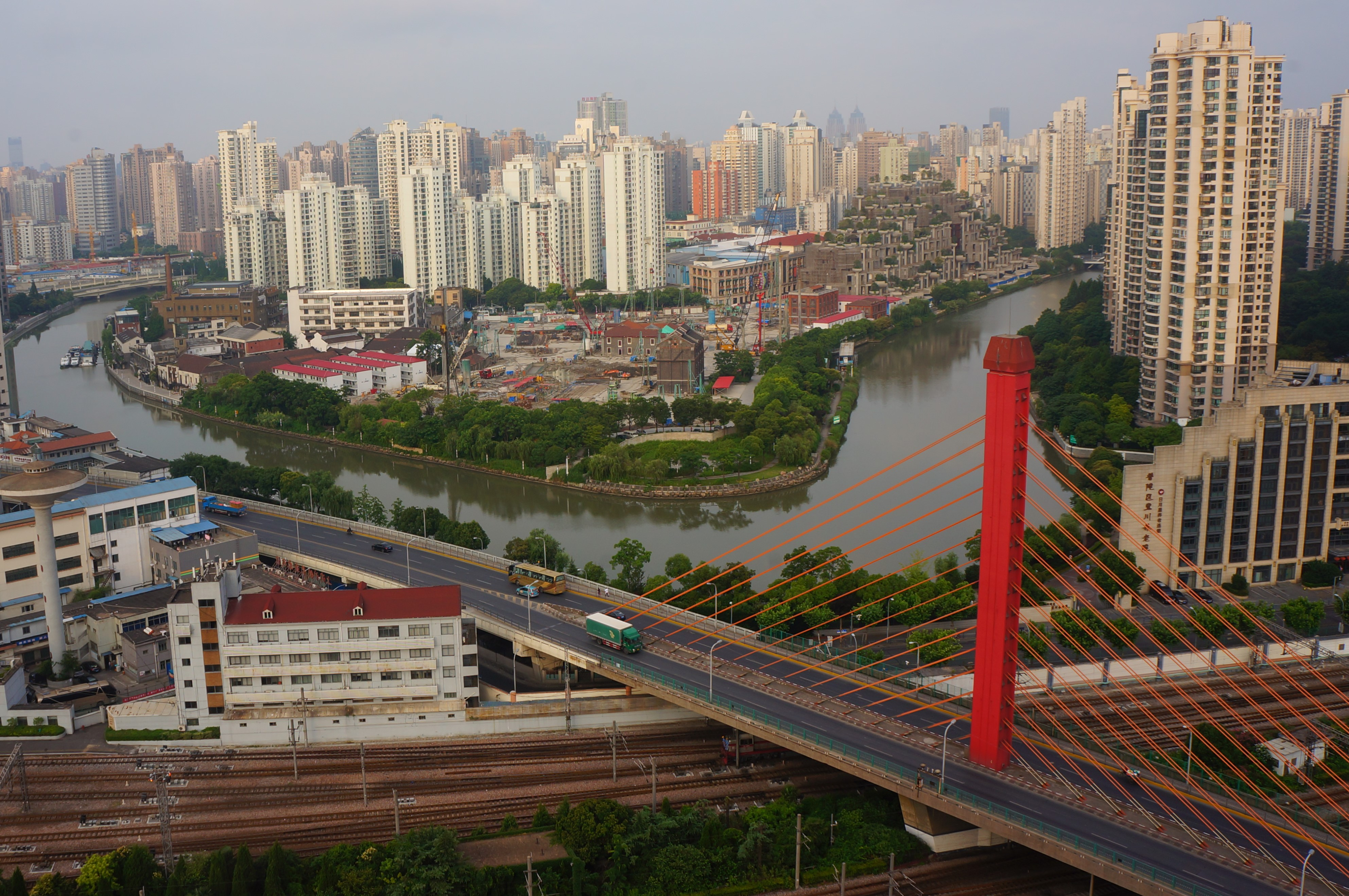
恒丰路立交桥

恒丰路立交桥是中華人民共和國上海市靜安區一座跨越京沪铁路的斜拉橋，也是該國第一座預應力混凝土獨塔單索面豎琴式斜拉橋。位於上海火車站西側。全長630米。該橋為南北走向，橋北連接恆豐北路，橋南連接恆豐路，於1987年9月30日竣工通車。